# Sphenostylis briartii
Sphenostylis briartii là một loài thực vật có hoa trong họ Đậu. Loài này được (De Wild.) Baker f. miêu tả khoa học đầu tiên.